# Matwei Jewgenjewitsch Safonow
Matwei Jewgenjewitsch Safonow (russisch Матвей Евгеньевич Сафонов; englisch Matvei Yevgenyevich Safonov; * 25. Februar 1999 in Stawropol) ist ein russischer Fußballtorwart, der beim französischen Erstligisten Paris Saint-Germain unter Vertrag steht. Er ist seit Juni 2021 russischer Nationalspieler.

## Karriere

### Verein
Matwei Safonow entstammt der Jugendabteilung des FK Krasnodar und stand in der Saison 2016/17 bereits acht Mal im Spieltagskader der ersten Mannschaft. In der folgenden Spielzeit 2017/18 wurde er zum Stammtorwart in der U20-Mannschaft, war weiterhin häufiger im Spieltagskader der Herren gelistet. Am 13. August 2017 (6. Spieltag) debütierte er beim 1:1-Unentschieden gegen Amkar Perm in der höchsten russischen Spielklasse, als er den verletzten Andrei Sinizyn für eine Partie ersetzte. Dieser Einsatz blieb sein einziger bei der ersten Mannschaft in dieser Spielzeit 2017/18, während er in 22 U20-Ligaspielen auf dem Platz stand.
In der folgenden Saison 2018/19 etablierte er sich in der Reservemannschaft FK Krasnodar-2 in der zweithöchsten russischen Spielklasse als Stammspieler, wurde aber Ende Oktober 2018 in die erste Mannschaft befördert. Mitte November ersetzte er Sinizyn erstmals und in der Rückrunde wurde er zum unumstrittenen Stammtorhüter unter dem Cheftrainer Murad Mussajew. Er schloss die Spielzeit mit 14 Ligaspielen in der ersten und 16 Ligaspielen in der Reservemannschaft ab. In der Saison 2019/20 behielt er seinen Status als Stammtorhüter bei und entwickelte sich neben Alexander Maximenko als zweites großes russisches Torwarttalent.
Im Sommer 2024 wechselte er als Nachfolger von Keylor Navas zum französischen Double-Sieger Paris Saint-Germain und unterschrieb dort einen Vertrag bis 2029.

### Nationalmannschaft
Im März 2014 bestritt Matwei Safonow ein Länderspiel für die russische U15-Nationalmannschaft. Zwischen August 2014 und Juni 2015 absolvierte er sieben freundschaftliche Länderspiele für die U16. Von August 2015 bis März 2016 war er in neun Spielen der U17 im Einsatz, in denen er in allen als Kapitän auf dem Rasen stand. Von August 2016 bis April 2017 absolvierte er sechs Testspiele für die U18. Zwischen Oktober bis November 2017 absolvierte er drei Spiele für die U19.
Ab September 2018 war Safonow russischer U21-Nationalspieler und war Nummer eins vor Alexander Maximenko. Bis zum Ende des Jahrgangs 1998/99 absolvierte er zehn Partien für Russlands U-21.
Im Oktober 2020 stand er erstmals im Kader der A-Nationalmannschaft, kam jedoch noch nicht zum Einsatz. Im Juni 2021 wurde er in den Kader Russlands für die EM berufen. Im Zuge der EM-Vorbereitung debütierte Safonow in einem Testspiel gegen Polen im A-Nationalteam.

## Titel
- Champions-League-Sieger: 2025 (Paris Saint-Germain)
- Französischer Meister: 2025 (Paris Saint-Germain)
- Französischer Pokalsieger: 2025 (Paris Saint-Germain)